# Red Dot Design Award
Red Dot Design Award (en anglès Premi de disseny Red Dot) és un premi de disseny internacional de disseny de producte i de comunicació, concedit pel Zentrum Nordhein Westfalen a Essen, Alemanya. Hi ha diferents categories de premi per disseny de producte, agències de disseny i conceptes de disseny. Des de 1955, dissenyadors i productors s'hi poden presentar i els guanyadors es coneixen en una celebració anual. Els premiats també són exhibits al museu Red Dot en l'antiga mina de carbó de Zollverein.
Presentar-s'hi suposa un cost d'inscripció. No hi ha premi econòmic, només de prestigi.

## Categories
Els premis Red Dot tenen 3 disciplines diferents:

### Disseny de producte i equip de disseny
És el més antic dels tres premis i és obert a sectors de fabricació com mobiliari, electrodomèstics, màquinària, cotxes i eines.

### Disseny de comunicació
Obert des de 1993, aplica a sectors com disseny corporatiu, publicitat i disseny multimèdia.

### Concepte de disseny
Creat el 1995, premia en el camp d'innovavió en el disseny i concepte de disseny.

## Altres premis similars
- IF product design award: és un premi de disseny internacional concedit a Alemanya.
- Plus x award: és un premi d'innovació tecnològica internacional concedit a Alemanya.
- DME award: és un premi europeu a la gestió del disseny.
- A' Design Award: és un premi mundial de disseny per a arquitectes, artistes i disseny en general.
- Good Design Award (Japó): és un premi de disseny industrial organitzat anualment per l'institut japonès de la promoció al disseny.
- Good Design Award (Chicago): és un premi de disseny industrial organitzat anualment pel museu d'arquitectura i disseny de Chicago.
- Premis delta FAD: és un premi de disseny organitzat anualment pel FAD Barcelona.
- Edison Awards: és un premi a la innovació de productes i serveis.